# Jan Eickelberg
Jan Martin Eickelberg (* 14. Oktober 1972; † 13. August 2022) war ein deutscher Jurist und Hochschullehrer. 

## Werdegang
Eickelberg studierte von 1993 bis 1999 Jura in Bonn, Lausanne und Münster. 1999 legte er das Erste Staatsexamen ab, 2003 das Zweite Staatsexamen. 2001 erwarb er den Master of Laws an der Universität Cambridge. 2004 wurde er an der Universität Münster zum Dr. jur. promoviert. Von 2004 bis 2006 war er als Rechtsanwalt tätig, seit 2006 als Notarassessor bei der Rheinischen Notarkammer in Köln. Von 2009 bis 2011 war er Geschäftsführer des Deutschen Notarvereins. Ab 2011 war er Professor für Bürgerliches Recht, Handels- und Gesellschaftsrecht und Recht der freiwilligen Gerichtsbarkeit an der Hochschule für Wirtschaft und Recht Berlin (HWR) sowie von 2014 bis 2016 Vizepräsident der HWR mit Schwerpunkt auf Lehre und Qualitätsmanagement im Studium.
Jan Eickelberg starb am 13. August 2022 nach schwerer Erkrankung. Er war verheiratet und Vater zweier Söhne.

## Veröffentlichungen
- Lückenfüllung im Einheitstransportrecht in Deutschland, England und den USA. Verlag Recht und Wirtschaft, Heidelberg 2004, ISBN 3-8005-1358-7 (= Dissertation)
- Beurkundungsgesetz und Dienstordnung für Notarinnen und Notare. Deutscher Anwaltverlag, Bonn 2013 (Mitautor)
- Didaktik für Juristen, Verlag Franz Vahlen, München 2017, ISBN 3-800650428
- Digitale Lehre, Verlag Franz Vahlen, München 2021, ISBN 3-80066447X